# Richard Herrey

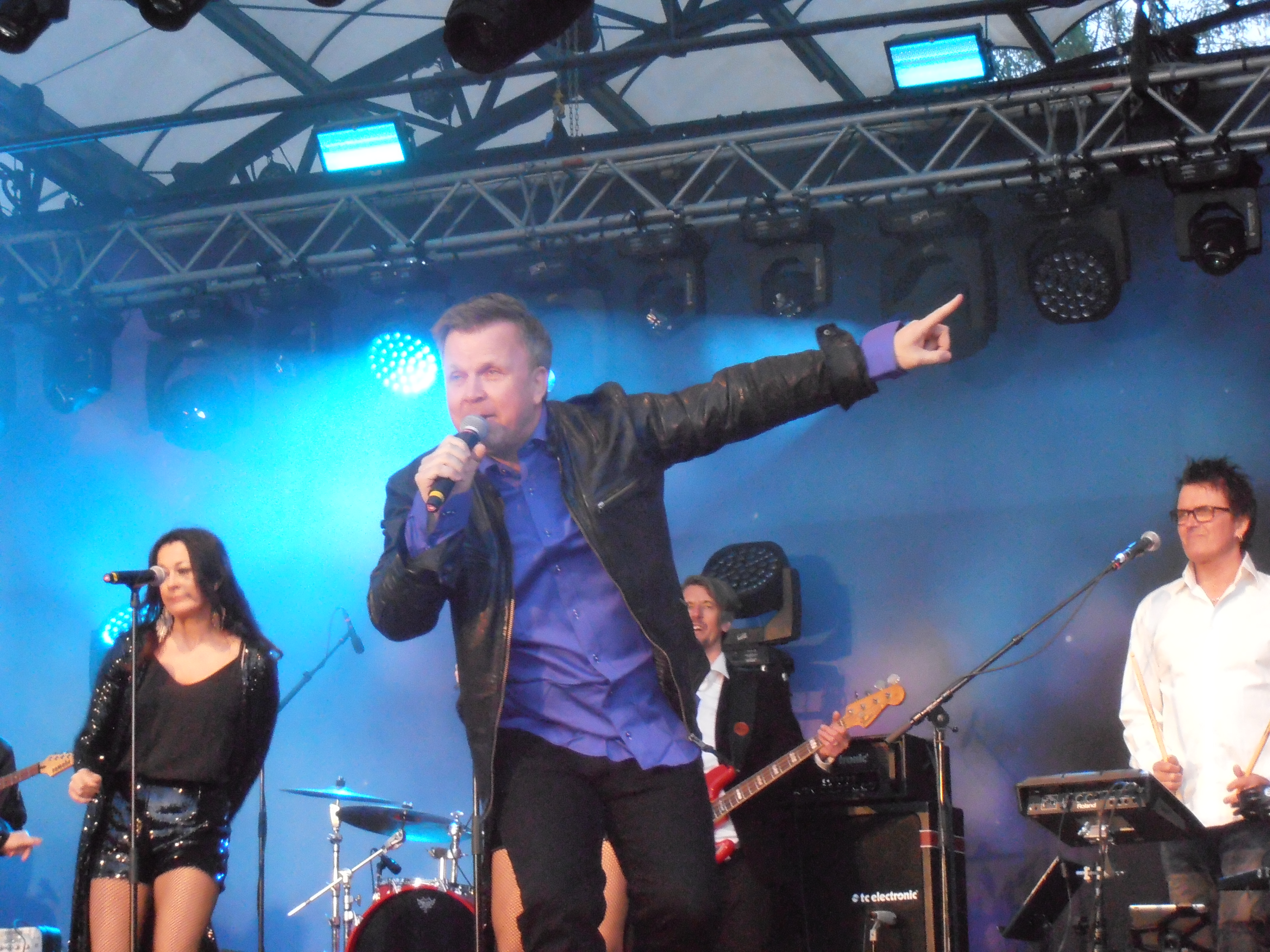
Richard Herrey uppträder i Eurovision Village i Kungsträdgården i Stockholm 2016.

Per Richard Herrey, född 19 augusti 1964 i Strömstad, är en svensk artist, politiker (Moderaterna), programledare i radio, nöjesproducent och restaurangchef.

## Biografi
Richard Herrey vann Melodifestivalen 1984 tillsammans med sina två bröder Per och Louis i gruppen Herreys och bidraget "Diggi-loo diggi-ley". Låten segrade även i Eurovision Song Contest 1984 i Luxemburg och blev Sveriges andra vinst i tävlingen. Herreys tog också hem Sopotfestivalen 1985 med låten "Sommarparty". Han var även dansare i TV-serien Fame 1982–1983. Herrey medverkade i musikalen Grease på Chinateatern 1991–1992, musikalen West Side Story på Riksteatern 1993, Hair på Chinateatern 1994.  
Richard, Louis och Per Herrey är Sveriges mest kända mormoner. Richard Herrey är dock sedan mitten av 1980-talet inte längre religiös. Brodern Louis är biskop inom mormonkyrkan, Jesu Kristi Kyrka av Sista Dagars Heliga.
Han drev Oscarsteatern 1997–1998 och scensatte där som producent och regissör 40-årsjubileumsföreställningen av musikalen West Side Story, som även vann två Guldmasker. 1998 gjorde Herrey och Christer Björkman Julshowen på Grand Hotel i Stockholm, de producerade även showen Rätt Låt Vann som de spelade cirka 900 gånger mellan 1994 och 2004. Tillsammans med Riksteatern och Folkparkerna turnerade Herrey och Björkman med Den Stora Schlagerfesten 2002–2003, och 2002 instiftade de även Marcel Bezençon Award som delas ut varje år på Eurovision song contest och tidigare även Melodifestivalen. Richard Herrey deltog 2008 i TV-programmet Let's Dance.  
2012 började Herrey arbeta som programledare på nätterna i Sveriges Radios program Vaken. Han har även jobbat som morgonprogramledare för radiostationen StarFM (MTG-radio) och På vardagmorgnar sänder han vinylmorgon på stationen Vinyl Fm. Han sänder även kvällspasset på Mix Megapol, ”förfest med Richard Herrey”. Från 2015 och framåt kombinerade han radiojobben med arbetet som general manager på Hard Rock Cafe Stockholm. Hösten 2020 tog han över som restaurangansvarig för Sälens högfjällshotell.

## Politiker
I riksdagsvalet 2018 stod Herrey på Moderaternas lista i valkretsen Stockholms län men tog sig inte hela vägen in i riksdagen. Han har dock tjänstgjort som ersättare i riksdagen sommaren 2019, december 2020–januari 2021 samt åter från december 2021. I mars 2022 blev Herrey ordinarie ledamot sedan Fredrik Schulte avgått. Uppdragen innebär att han är den första Eurovision-vinnaren att sitta i riksdagen. Han fick lämna riksdagen efter att ha förlorat sin plats i valet 2022.

## Diskografi

### Album
- 2006 – Jag E Kung

### Singel
- 2006 – Jag E Kung / Faller ner

## Film och tv
- 1982 – Fame (TV)
- 1984 – Eurovision Song Contest 1984 (TV)
- 1985 – Nöjesmassakern (TV)
- 1994–1995 – Rena rama Rolf (TV)
- 1997–1998 – Vita lögner (TV)
- 1998 – Så ska det låta (TV)
- 2003 – Så ska det låta (TV)
- 2008 – Let’s dance (TV)
- 2009 – Hål i väggen (TV)
- 2010 – Fångarna på fortet (TV)
- 2011 – Doobidoo (TV)
- 2012 – Superstars Celeb (TV)
- 2012 – Allsång på Skansen (TV)
- 2016 – Hela kändis-Sverige bakar[14] (TV)
- 2016 – Lyckliga gatan[15](TV)

## Teater

### Roller (urval)
| År   | Roll | Produktion                                                              | Regi           | Teater        |
| ---- | ---- | ----------------------------------------------------------------------- | -------------- | ------------- |
| 1991 |      | Grease Jim Jacobs och Warren Casey                                      | Runar Borge    | Chinateatern  |
| 1997 | Riff | West Side Story Leonard Bernstein, Stephen Sondheim och Arthur Laurents | Richard Herrey | Oscarsteatern |

### Regi
| År   | Produktion      | Upphovsmän                                              | Teater        |
| ---- | --------------- | ------------------------------------------------------- | ------------- |
| 1997 | West Side Story | Leonard Bernstein, Stephen Sondheim och Arthur Laurents | Oscarsteatern |

## Radio
- 2011–2012 –  VinylFM  Bauer Radio[18][19]
- 2013–2016 – Sveriges Radio P3&P4 Vaken [20]
- 2016–2019 – StarFM  MTG Radio [8]
- Mix Megapol